# Clitheroe Castle
Clitheroe Castle är ett slott i Storbritannien.   Det ligger i grevskapet Lancashire och riksdelen England, i den centrala delen av landet, 300 km nordväst om huvudstaden London. Clitheroe Castle ligger 99 meter över havet.
Terrängen runt Clitheroe Castle är kuperad norrut, men söderut är den platt.Runt Clitheroe Castle är det ganska tätbefolkat, med 93 invånare per kvadratkilometer. Närmaste större samhälle är Blackburn, 14,6 km söder om Clitheroe Castle. Trakten runt Clitheroe Castle består i huvudsak av gräsmarker.